# A. Naresh
A. Naresh (5 tháng 5, 1986 – 10 tháng 6, 2020) là một cầu thủ bóng đá người Ấn Độ thi đấu ở vị trí hậu vệ cho ONGC ở I-League.

## Thống kê sự nghiệp

### Câu lạc bộ
Số liệu chính xác tính đến ngày 11 tháng 5 năm 2013
| Câu lạc bộ          | Mùa giải            | Giải vô địch | Giải vô địch | Cúp Liên đoàn | Cúp Liên đoàn | Cúp Durand | Cúp Durand | AFC     | AFC       | Tổng    | Tổng      |
| Câu lạc bộ          | Mùa giải            | Số trận      | Bàn thắng    | Số trận       | Bàn thắng     | Số trận    | Bàn thắng  | Số trận | Bàn thắng | Số trận | Bàn thắng |
| ------------------- | ------------------- | ------------ | ------------ | ------------- | ------------- | ---------- | ---------- | ------- | --------- | ------- | --------- |
| ONGC                | 2012–13             | 6            | 0            | 2             | 0             | -          | -          | -       | -         | 8       | 0         |
| Tổng cộng sự nghiệp | Tổng cộng sự nghiệp | 6            | 0            | 2             | 0             | 0          | 0          | 0       | 0         | 8       | 0         |